# Phacellaria gracilis
Phacellaria gracilis är en tvåhjärtbladig växtart som beskrevs av Danser. Phacellaria gracilis ingår i släktet Phacellaria och familjen Amphorogynaceae. Inga underarter finns listade i Catalogue of Life.